# لوسيان بي. كاسويل
لوسيان بي. كاسويل هو محامي وسياسي أمريكي، ولد في 27 نوفمبر 1827 في Swanton (town), Vermont ‏ في الولايات المتحدة، وتوفي في 26 أبريل 1919 في فورت أتكينسون في الولايات المتحدة. نشط حزبياً في الحزب الجمهوري. وقد انتخب عضو جمعية ولاية ويسكونسن ‏ وانتخب عضو مجلس النواب الأمريكي ‏.